# Anatole Dauman
Anatole Dauman (* 7. Februar 1925 in Warschau; † 8. April 1998 in Paris) war ein französischer Filmproduzent, „der mit großer Risikofreude einige poetische Meisterwerke von Alain Resnais und Robert Bresson realisieren half“.

## Leben und Wirken
Dauman, Sohn polnischer Juden, kam bereits in jungen Jahren nach Frankreich und war während des Zweiten Weltkriegs in der Widerstandsbewegung tätig. 1949 gründete er mit dem sechs Jahre älteren Philippe Lifchitz die Filmproduktionsfirma Argos Films und wurde deren Generaldirektor. 
Bereits mit seiner ersten größeren Arbeit, Alexandre Astrucs Der scharlachrote Vorhang, zeichnete Dauman seine Produktionslinie vor: In seinem Output favorisierte der Produzent künstlerisch ambitionierte Werke: neben denen aus der Hand von Resnais und Bresson auch solche der französischen Filmavantgardisten Jean-Luc Godard und Chris Marker. Dauman stellte aber auch Inszenierungen des Japaners Nagisa Ōshima her sowie einzelne Arbeiten der eng mit französischen Partnern kooperierenden, ehemaligen „Jungfilmer“ Volker Schlöndorff und Wim Wenders.

## Filmografie
- 1951: L‘affaire Manet
- 1952: Der scharlachrote Vorhang (Le rideau cramoisi)
- 1953: Pieter Brueghel l’ancien
- 1955: Nacht und Nebel (Nuit et brouillard)
- 1956: Paris la nuit
- 1957: Lettre de Sibérie
- 1958: Broadway by Night
- 1959: Hiroshima, mon amour (Hiroshima mon amour)
- 1959: Les astronautes
- 1960: Letztes Jahr in Marienbad (L’année dernière à Marienbad)
- 1961: Regarde sur la folie
- 1962: La jetée
- 1962: À Valparaiso
- 1963: Muriel oder Die Zeit der Wiederkehr (Muriel où le temps d‘un retour)
- 1965: Zum Beispiel Balthasar (Au hasard Balthazar)
- 1966: Masculin – Feminin oder: Die Kinder von Marx und Coca-Cola (Masculin-féminin)
- 1966: Zwei oder drei Dinge, die ich von ihr weiß (Deux ou trois choses que je sais d'elle)
- 1967: Mouchette (Mouchette)
- 1968: Liebe macht lustig, Liebe tut weh (L’amour c’est gai, l’amour c’est triste)
- 1969: Jeanne et la Moto
- 1972: La Chavalanthrope
- 1973: Unmoralische Geschichten (Contes immoraux)
- 1975: Das Biest (La bête)
- 1975: Im Reich der Sinne (Ai no korīda)
- 1976: Der Fangschuß
- 1977: Im Reich der Leidenschaft (Ai no borai)
- 1978: Die Blechtrommel
- 1980: Früchte der Leidenschaft (Les fruits de la passion)
- 1981: Die Fälschung
- 1982: Die schöne Gefangene (La belle captive)
- 1983: Sans Soleil – Unsichtbare Sonne (Sans soleil)
- 1983: Paris, Texas
- 1986: Opfer (Le sacrifice)
- 1987: Der Himmel über Berlin
- 1991: Bis ans Ende der Welt
- 1996: Level 5